# Bílovice-Lutotín
Bílovice-Lutotín település Csehországban, a Prostějovi járásban. Bílovice-Lutotín Zdětín, Mostkovice, Kostelec na Hané, Lešany és Hluchov településekkel határos. Lakosainak száma 507 fő (2024. január 1.).

## Népesség
A település lakosságának változását az alábbi diagram mutatja:
| Lakosok száma | 709  | 807  | 809  | 669  | 506  | 485  | 528  | 516  | 511  | 507  |
|               | 1869 | 1890 | 1921 | 1950 | 1980 | 2001 | 2017 | 2019 | 2022 | 2024 |